# First National Pictures
First National Pictures va ser una companyia estatunidenca de producció i distribució de cinema. Va ser fundada el 1917 com First National Exhibitors' Circuit, Inc., una associació de propietaris de teatres independents als Estats Units, i es va convertir en la cadena de teatres més gran del país. Ampliant-se d'exhibir pel·lícules a distribuir-les, la companyia es va reincorporar el 1919 com a Associated First National Theatres, Inc. i Associated First National Pictures, Inc.
El 1924 es va expandir per convertir-se en una companyia de producció cinematogràfica com First National Pictures, Inc., i es va convertir en un estudi important en la indústria cinematogràfica. El setembre de 1928, el control de First National va passar a Warner Bros., a la qual va ser totalment absorbida el 4 de novembre de 1929.
Una sèrie de pel·lícules de Warner Bros. es van anomenar First National Pictures fins al juliol de 1936, quan First National Pictures, Inc., es va dissoldre.

## Història
El First National Exhibitors' Circuit es va fundar l'any 1917 per la fusió de 26 de les cadenes de cinema més grans dels Estats Units. Finalment, va controlar més de 600 cinemes, més de 200 d'elles cases de primera tirada (a diferència dels teatres de segona tirada o de barri menys lucratius als quals es traslladaven les pel·lícules quan els seus ingressos inicials de taquilla disminuien).
First National va ser una creació de Thomas L. Tally, que estava reaccionant a la influència aclaparadora de Paramount Pictures, que dominava el mercat. El 1912, va pensar que un conglomerat de teatres de tot el país podia comprar o produir i distribuir les seves pròpies pel·lícules. El 1917 Tally i J.D. Williams van formar First National Exhibitors' Circuit.
La primera pel·lícula estrenada a través de First National va ser la pel·lícula britànica de 1916 The Mother of Dartmoor. Entre 1917 i 1918, la companyia va signar contractes amb Mary Pickford i Charlie Chaplin, els primers acords d'un milió de dòlars en la història del cinema.
El contracte de Chaplin li va permetre produir les seves pel·lícules sense un calendari d'estrena fixat. Tanmateix, la producció del llargmetratge The Kid va durar tant que la companyia va començar a queixar-se. Per atendre les seves preocupacions, Chaplin va convidar els exhibidors a l'estudi, i van quedar tan impressionats pel projecte i encantats pels actors, especialment la coprotagonista Jackie Coogan, que van acceptar tenir paciència. Aquesta paciència va ser finalment recompensada quan The Kid es va convertir en un gran èxit de crítica i taquilla.
La distribució de pel·lícules per part de productors independents de First National s'acredita amb el llançament de carreres, inclosa la de Louis B. Mayer.
First National Exhibitors' Circuit es va reincorporar el 1919 com a Associated First National Pictures, Inc., i la seva filial, Associated First National Theatres, Inc., amb 5.000 propietaris de teatres independents com a membres.
Associated First National Pictures va passar de distribuir només pel·lícules a produir-les el 1924 i va canviar el seu nom corporatiu a First National Pictures, Inc. Va construir un estudi a Burbank el 1926. El Motion Picture Owners of America i l'Associació de Productors Independents van declarar la guerra l'any 1925 al que van anomenar un enemic comú; el "film trust " de Metro-Goldwyn-Mayer, Paramount i First National, que afirmaven que no dominaven la indústria. només produint i distribuint pel·lícules, però també entrant a l'exhibició.

## Adquisició per Warner Bros.

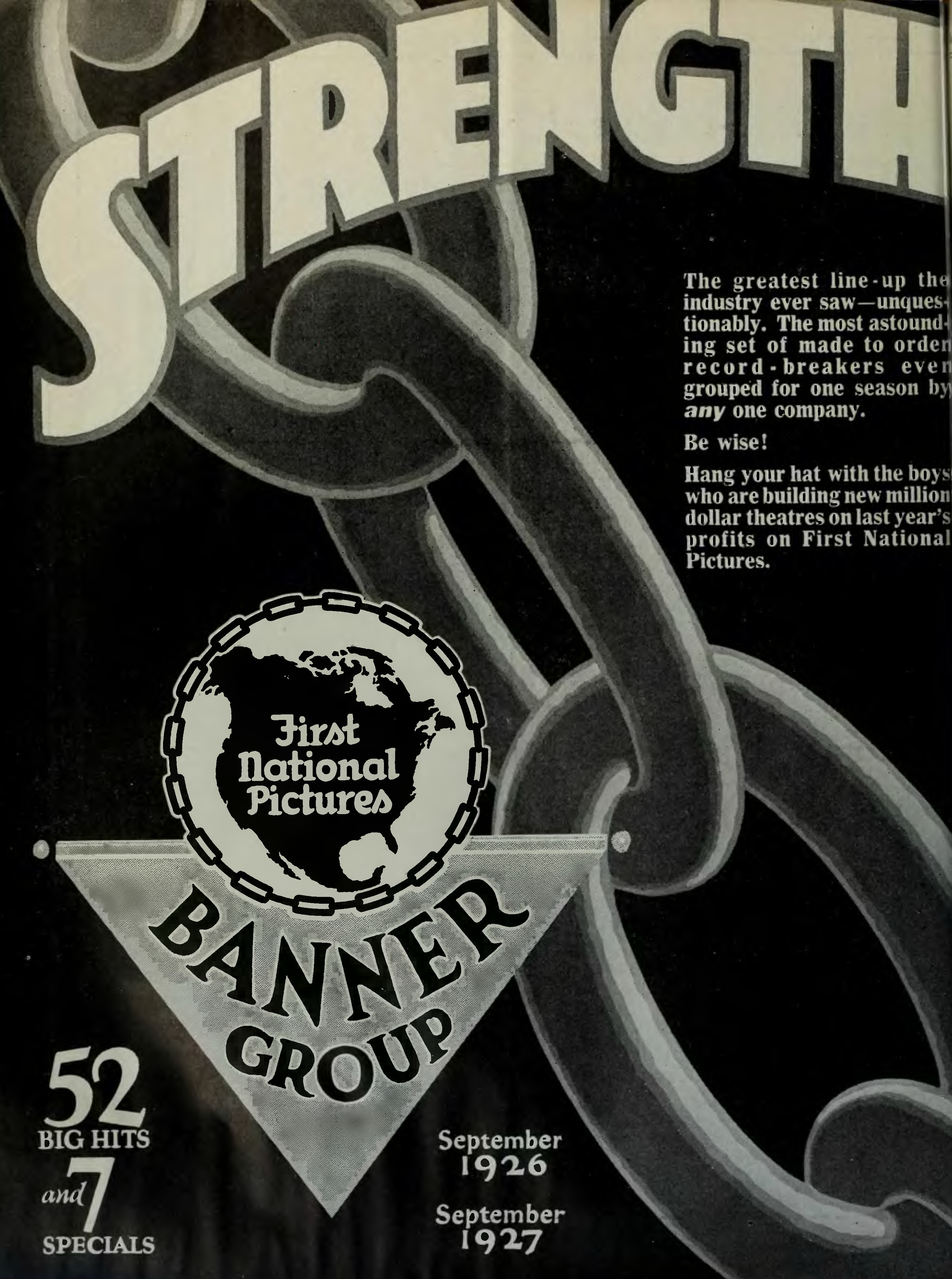
Primer anunci de National Pictures a The Film Daily, 1926

L'èxit financer de The Jazz Singer i The Singing Fool va permetre a Warner Bros. adquirir una participació majoritària a First National el setembre de 1928. Warner Bros. tenia 42.000 accions ordinàries de les 72.000 accions en circulació, mentre que Fox Pictures tenia 21.000 accions, i es van mantenir 12.000 accions públicament. Warner Bros. va adquirir accés a la cadena de teatres afiliada a First National, mentre que First National va adquirir accés a l'equip de so Vitaphone. Warner Bros. i First National van continuar operant com a entitats separades.
El 4 de novembre de 1929, Fox va vendre la seva participació en First National a Warner Bros. per 10 milions de dòlars. L'estudi First National de Burbank es va convertir en la casa oficial de Warner Bros–First National Pictures. Després, First National Pictures es va convertir en un nom comercial per a la distribució d'un segment designat del producte de Warner Bros. 45 dels 86 llargmetratges de Warner Bros. estrenats el 1929 van ser qualificats com a First National Pictures. La meitat dels 60 llargmetratges que Warner Bros. va anunciar per a l'estrena entre 1933 i 1934 havien de ser First National Pictures.
Tot i que ambdós estudis van produir pel·lícules de pressupost "A" i "B", generalment les produccions de prestigi, els drames de vestuari i els musicals van ser realitzats per Warner Bros., mentre que First National es va especialitzar en comèdies modernes, drames i històries de crims. Els curtmetratges van ser fets per una altra empresa afiliada, The Vitaphone Corporation (que va prendre el nom del procés de so).
El juliol de 1936, els accionistes de First National Pictures, Inc. (principalment Warner Bros.) van votar per dissoldre la corporació i distribuir els seus actius entre els accionistes d'acord amb una nova llei fiscal que preveia consolidacions lliures d'impostos entre corporacions. Tot i que l'estrena de 1939, Confessions of a Nazi Spy , es va publicar com a First National Picture.
De 1929 a 1958, la majoria de les pel·lícules i pòsters promocionals de Warner Bros. portaven la marca registrada i els crèdits de drets d'autor "A Warner Bros.–First National Picture" en les seves seqüències d'obertura i de tancament.